# Demetrio el Tracio
Demetrio el Tracio (en griego Δημήτριος ὁ Θράξ) fue rey de los odrisios de Tracia.
Reinó durante el siglo I a. C. No se sabe la duración ni la fecha exacta de su reinado, ya que solo se tiene constancia por las monedas que acuñó. Estas muestran en una cara a un jinete armado con una laza y en la otra una cruz con la inscripción ΔΗΜΗΤ., abreviación de su nombre.